# Канадський долар
Канадський долар (англ. Canadian dollar, фр. Dollar canadien; код: CAD) — офіційна валюта Канади. Як і всі долари, своїм символом має $, але за потреби вирізнити від інших доларових валют використовується символ CAD. Поділяється на 100 канадських центів, що позначаються символом ¢. В обігу перебувають монети номіналом 1, 5, 10, 25, 50 центів і 1, 2 долари та банкноти в 5, 10, 20, 50 і 100 доларів. Центральний банк — Банк Канади.
Станом на 2022 рік, канадський долар займає 6-7 місця за розмірами міжнародних валютних резервів і обсягами торгівлі серед валют світу.

## Історія
Першою валютою, що використовувалася на території Канади, були так звані іспанські долари — реали, що випускалися для іспанських колоній.
У 1841 році британська провінція Канада ввела в обіг власний долар, який за вартістю дорівнював золотому долару США і складався з п'яти шилінгів.
Першими паперовими грошима Канади, номінованими в доларах, були британські армійські банкноти, випущені між 1813 і 1815 роками. Банкноти, номіновані в канадських доларах, були пізніше емітовані дипломованими банками, починаючи з 1830-х рр., деякими колоніальними управліннями (в першу чергу Провінцією Канада в 1866 році) і пізніше конфедерацією Канада, починаючи з 1870 року. Деякі муніципалітети також випустили свої банкноти.
У 1935 році був заснований Банк Канади, який взяв на себе федеральний випуск канадських грошей. Він почав емісію банкнот номіналом $1, $2, $5, $10, $20, $25, $50, $100, $500 і $1000. У 1944 році статутним банкам було заборонено видавати свої власні гроші. Право емісії залишилося тільки за Королівським банком Канади і Банком Монреаля.
Після 1935 відбулися значні зміни в дизайні банкнот. Також в 1937, 1954, 1970, 1986 рр. були введені нові серії паперових грошей.
Починаючи з 2011 року Банк Канади почав випускати в обіг полімерні банкноти: 15 листопада 2011 року — 100 доларів, 26 березня 2012 року — 50 доларів, 7 листопада 2012 року — 20 доларів.
На даний час усі банкноти Канади друкуються Canadian Bank Note Company and BA International Inc відповідно до контракту з Банком Канади.

## Монети

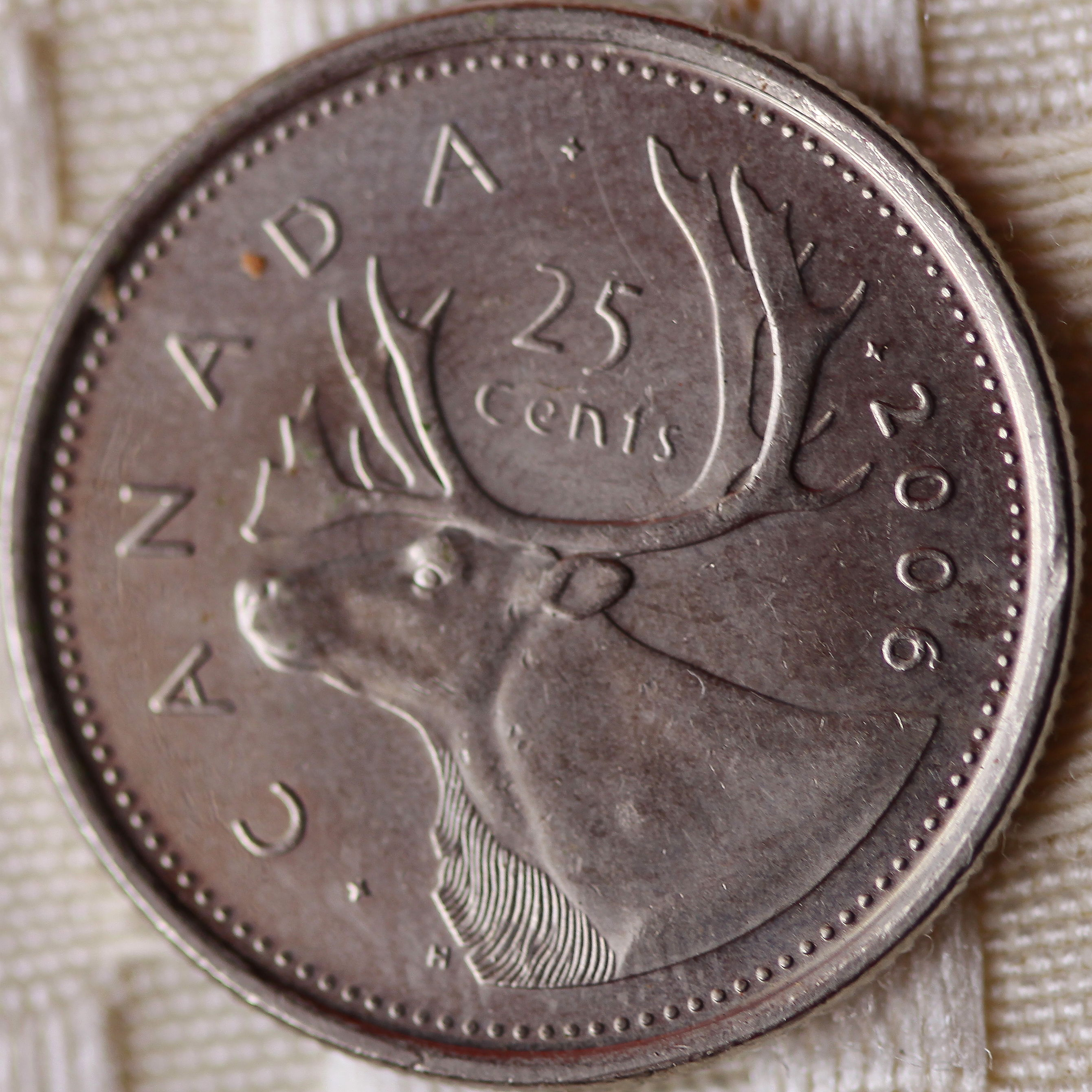
Реверс монети 25 центів (2006)

Сьогодні в обіг випускаються монети номіналами 5, 10, 25, 50 центів та 1, 2 долари. До 2013 року випускалась також одноцентова монета, яка ще іноді також може траплятися в обігу. Готівкові розрахунки заокруглюються до найближчих 5 центів. На аверсах усіх сучасних монет зображується профіль королеви Єлизавети II, на реверсах — поширенні в Канаді види тварин (Бобер на 5 центах, Олень на 25 центах, Гагара на 1 доларі, Полярний ведмідь на 2 доларах), історична шхуна «Bluenose» на 10 центах та Герб Канади на 50 центах. В розмовному стилі для іменування монет часто вживаються такі назви, як пенні, коли мають на увазі монету в 1 цент, нікель — 5 центів, дайм — 10 центів та квотер (в перекладі «четвертак») — 25 центів (аналогічні назви вживаються для іменування монет долара США). Монети карбуються в Королівському Канадському монетному дворі. Періодично випускаються також різноманітні пам'ятні монети.
|  |  | 1 долар | бронзовий | Портрет Елсі Макгілл (Elsie MacGill) | Королева Єлізавета II і роки її правління | випуск 2023 |

## Банкноти

### Canadian Journey (2001-2004)
Канадські долари 2001—2004 років випуску серії «Канадська подорож» (Canadian Journey) присвячені історії та культурі Канади. Банкноти цієї серії відрізняються від попередньої новим дизайном купюр і поліпшеною системою безпеки. Усі банкноти мають однаковий розмір — 152,4 на 69,85 міліметрів.
|  |  | 5 доларів   | Синій             | Портрет сера Вільфреда Лор'є          | Діти, що грають у хокей | Перший випуск 27 березня 2002 року. Другий випуск: 15 листопада 2006 (зміни в дизайні та системі безпеки купюри). |
|  |  | 10 доларів  | Фіолетовий        | Портрет сера Джона А. Макдональда     | Сцена, що символізує національну пам'ять і прагнення до світу — ветеран і двоє молодих людей на хвилині мовчання в день пам'яті службовців Збройних сил Канади. Зліва перший вірш поеми Джона Мак-Крея, а також зображення голубів та вінка з маків, які символізують мир. | Перший випуск: 17 січня 2001 року. Другий випуск: 18 травня 2005 (зміни в дизайні та системі безпеки купюри)      |
|  |  | 20 доларів  | Зелений           | Портрет Королеви Єлизавети II         | Робота канадського художника Білла Рейда (1920—1998), а також цитата уривка з роману Габріеля Руа | Випуск: 17 листопад 2004 року. Водяний знак: портрет Королеви Єлизавети II                                        |
|  |  | 50 доларів  | Червоний          | Портрет Вільяма Лайона Маккензі Кінга | Сцена будівництва канадської залізниці | Випуск: 17 листопад 2004 року. Водяний знак: портрет Вільяма Лайона Маккензі Кінга                                |
|  |  | 100 доларів | Коричнево-зелений | Портрет сера Роберта Лейрда Бордена   | Мапа Канади, створена Семюелем де Шамплейном в 1632 році і супутник Radarsat-1, телекомунікаційні антени. Праворуч на реверсі уривок із поеми Міріам Волдінгтон «Жак Картьє в Торонто», символізуючий вічне прагнення людства до відкриттів                                | Випуск: 17 березня 2004. Водяний знак: портрет Роберта Лейрда Бордена.                                            |

### Frontier Series (2011—дотепер)
Починаючи з 2011 року Банк Канади почав випускати банкноти нової серії з дещо зміненим дизайном. Головним нововведенням є структура: тепер це не паперові, а полімерні банкноти. Вони друкуються в Австралії. Виробництво нових банкнот обходиться майже удвічі дорожче паперових (середня ціна на виробництво однієї банкноти зросла з 10 до 19 центів), однак термін життя купюри збільшився в два з половиною рази.
Полімерні долари отримали нові ступені захисту від підробки: прозорі вікна, голограми, фарбу, яка змінює колір залежно від кута нахилу банкноти тощо. Один з об'єктів, який присутній на всіх банкнотах — кленовий лист.
Докладніше: Frontier Series

### Пам'ятні банкноти
Чотири серії банкнот канадського долара були пам'ятними випусками. Перша була випущена в 1935 році до срібного ювілею сходження Георга V на престол Сполученого Королівства, це була єдина банкнота номіналом 25 доларів, коли-небудь випущена Банком Канади. Другою пам'ятною банкнотою стала ювілейна банкнота номіналом 1 долар, випущена в січні 1967 року на честь сторіччя Канади. Третя була випущена у вересні 2015 року на честь того, що Єлизавета II стала найдовше правлячим монархом Сполученого Королівства та Канади. У 2017 році Банк Канади випустив пам'ятну банкноту номіналом 10 доларів до 150-ої річниці Канади, яку можна було придбати до Дня Канади, а також вони знаходяться в обігу на 2024 рік.

## Канадський долар як резервна валюта
Станом на 2022 рік, канадський долар займає 6-7 місця у світі за часткою валютних резервів у центробанках різних країн та обсягами торгівлі на міжнародному валютному ринку. Найчастіше канадський долар використовується як альтернатива американському долару, головним чином у країнах Латинської Америки та східної Азії.
|                        | 2023 | 2022    | 2021    | 2020    | 2019    | 2018    | 2017    | 2016    | 2015    | 2014    | 2013    | 2012    | 2011    | 2010    | 2009    | 2008    | 2007    | 2006    | 2005    | 2004    | 2003    | 2002    | 2001    | 2000    | 1999    | 1998    | 1997    | 1996    | 1995    | 1984   | 1983   | 1982   | 1980   | 1976   | 1972   | 1970   |
| Долар США              | 58,44 % | 58,52 % | 58,80 % | 58,92 % | 60,75 % | 61,76 % | 62,73 % | 65,36 % | 65,75 % | 65,17 % | 61,28 % | 61,50 % | 62,69 % | 62,24 % | 62,15 % | 63,77 % | 63,87 % | 65,04 % | 66,51 % | 65,51 % | 65,45 % | 66,50 % | 71,51 % | 71,13 % | 71,01 % | 69,28 % | 65,10 % | 61,98 % | 58,96 % | 65,8 % | 68,5 % | 68,4 % | 67,2 % | 76,6 % | 78,6 % | 77,2 % |
| Євро                   | 19,94 % | 20,37 % | 20,59 % | 21,29 % | 20,59 % | 20,67 % | 20,17 % | 19,14 % | 19,15 % | 21,21 % | 24,21 % | 24,07 % | 24,44 % | 25,76 % | 27,70 % | 26,21 % | 26,13 % | 24,99 % | 23,89 % | 24,68 % | 25,03 % | 23,65 % | 19,18 % | 18,29 % | 17,90 % |         |         |         |         |        |        |        |        |        |        |        |
| Німецька марка         | |         |         |         |         |         |         |         |         |         |         |         |         |         |         |         |         |         |         |         |         |         |         |         |         | 13,79 % | 14,48 % | 14,67 % | 15,75 % | 12,1 % | 11,2 % | 12,4 % | 14,8 % | 8,8 %  | 4,6 %  | 1,9 %  |
| Японська єна           | 5,69 % | 5,54 %  | 5,52 %  | 6,03 %  | 5,87 %  | 5,19 %  | 4,90 %  | 3,95 %  | 3,75 %  | 3,55 %  | 3,82 %  | 4,09 %  | 3,61 %  | 3,66 %  | 2,90 %  | 3,47 %  | 3,18 %  | 3,46 %  | 3,96 %  | 4,28 %  | 4,42 %  | 4,94 %  | 5,04 %  | 6,06 %  | 6,37 %  | 6,24 %  | 5,77 %  | 6,71 %  | 6,77 %  | 5,4 %  | 4,7 %  | 4,6 %  | 4,3 %  | 2,1 %  | 0,1 %  |        |
| Британський фунт       | 4,86 % | 4,90 %  | 4,81 %  | 4,73 %  | 4,64 %  | 4,43 %  | 4,54 %  | 4,35 %  | 4,72 %  | 3,70 %  | 3,99 %  | 4,04 %  | 3,84 %  | 3,94 %  | 4,25 %  | 4,22 %  | 4,82 %  | 4,52 %  | 3,75 %  | 3,49 %  | 2,86 %  | 2,92 %  | 2,70 %  | 2,75 %  | 2,89 %  | 2,66 %  | 2,58 %  | 2,68 %  | 2,11 %  | 2,8 %  | 2,6 %  | 2,4 %  | 2,9 %  | 1,9 %  | 7,1 %  | 10,4 % |
| Канадський долар       | 2,59 % | 2,39 %  | 2,38 %  | 2,08 %  | 1,86 %  | 1,84 %  | 2,03 %  | 1,94 %  | 1,78 %  | 1,75 %  | 1,83 %  | 1,43 %  |         |         |         |         |         |         |         |         |         |         |         |         |         |         |         |         |         |        |        |        |        |        |        |        |
| Китайський юань        | 2,29 % | 2,61 %  | 2,80 %  | 2,29 %  | 1,94 %  | 1,89 %  | 1,23 %  | 1,08 %  |         |         |         |         |         |         |         |         |         |         |         |         |         |         |         |         |         |         |         |         |         |        |        |        |        |        |        |        |
| Австралійський долар   | 2,14 % | 1,97 %  | 1,84 %  | 1,83 %  | 1,70 %  | 1,63 %  | 1,80 %  | 1,69 %  | 1,77 %  | 1,60 %  | 1,82 %  | 1,46 %  |         |         |         |         |         |         |         |         |         |         |         |         |         |         |         |         |         |        |        |        |        |        |        |        |
| Французький франк      | |         |         |         |         |         |         |         |         |         |         |         |         |         |         |         |         |         |         |         |         |         |         |         |         | 1,62 %  | 1,44 %  | 1,85 %  | 2,35 %  | 1,0 %  | 1,1 %  | 1,3 %  | 1,7 %  | 1,6 %  | 0,9 %  | 1,1 %  |
| Швейцарський франк     | 0,20 % | 0,23 %  | 0,17 %  | 0,17 %  | 0,15 %  | 0,14 %  | 0,18 %  | 0,16 %  | 0,27 %  | 0,24 %  | 0,27 %  | 0,21 %  | 0,08 %  | 0,13 %  | 0,12 %  | 0,14 %  | 0,16 %  | 0,17 %  | 0,15 %  | 0,17 %  | 0,23 %  | 0,41 %  | 0,25 %  | 0,27 %  | 0,23 %  | 0,33 %  | 0,35 %  | 0,30 %  | 0,33 %  | 2,0 %  | 2,3 %  | 2,7 %  | 3,2 %  | 2,2 %  | 1,0 %  | 0,7 %  |
| Нідерландський гульден | |         |         |         |         |         |         |         |         |         |         |         |         |         |         |         |         |         |         |         |         |         |         |         |         | 0,27 %  | 0,35 %  | 0,24 %  | 0,32 %  |        |        |        |        |        |        |        |
| Інші                   | 3,85 % | 3,48 %  | 3,09 %  | 2,65 %  | 2,51 %  | 2,45 %  | 2,43 %  | 2,33 %  | 2,82 %  | 2,78 %  | 2,78 %  | 3,20 %  | 5,33 %  | 4,27 %  | 2,88 %  | 2,20 %  | 1,83 %  | 1,81 %  | 1,74 %  | 1,87 %  | 2,01 %  | 1,58 %  | 1,31 %  | 1,49 %  | 1,60 %  | 4,50 %  | 3,86 %  | 4,48 %  | 4,87 %  | 10,9 % | 9,6 %  | 8,2 %  | 5,9 %  | 6,8 %  | 7,7 %  | 8,7 %  |
|                        | Джерела: World Currency Composition of Official Foreign Exchange Reserves Міжнародний валютний фонд (1995-2023), The evolution of reserve currency diversification, December 1986 Банк міжнародних розрахунків (1970-1984) |         |         |         |         |         |         |         |         |         |         |         |         |         |         |         |         |         |         |         |         |         |         |         |         |         |         |         |         |        |        |        |        |        |        |        |

## Валютний курс
Станом на 25 березня 2025, валютний курс канадського долара (за даними МВФ, ЄЦБ та НБУ) становить 1,43 канадського долара за 1 долар США (0,6995 долара США за 1 канадський долар), 1,548 канадського долара за 1 євро (0,6462 євро за 1 канадський долар) та 0,03432 канадського долара за 1 гривню (29,14 гривень за 1 канадський долар).